# 1970 NBA Expansion Draft
Rozszerzający draft odbył się 11 maja 1970 roku, z okazji przyjęcia do ligi NBA nowych klubów – Buffalo Braves, Cleveland Cavaliers i Portland Trail Blazers. Kluby wybrały z pozostałych drużyn po 11 zawodników.

## Buffalo Braves
| Zawodnik      | Pozycja | Narodowość        | Poprzednia drużyna |
| ------------- | ------- | ----------------- | ------------------ |
| Emmett Bryant |         | Stany Zjednoczone | Boston Celtics     |
| Fred Crawford |         | Stany Zjednoczone | Milwaukee Bucks    |
| Dick Garrett  | G       | Stany Zjednoczone | LA Lakers          |
| Herm Gilliam  | G       | Stany Zjednoczone | Cincinnati Royals  |
| Bill Hosket   | F-C     | Stany Zjednoczone | New York Knicks    |
| Bailey Howell | F       | Stany Zjednoczone | Boston Celtics     |
| Paul Long     |         | Stany Zjednoczone | Detroit Pistons    |
| Mike Flynn    | G       | Stany Zjednoczone | Los Angeles Lakers |
| Don May       | F       | Stany Zjednoczone | New York Knicks    |
| Ray Scott     | F-C     | Stany Zjednoczone | Baltimore Bullets  |
| George Wilson | C       | Stany Zjednoczone | Philadelphia 76ers |

## Cleveland Cavaliers
| Zawodnik       | Pozycja | Narodowość        | Poprzednia drużyna     |
| -------------- | ------- | ----------------- | ---------------------- |
| Butch Beard    | G       | Stany Zjednoczone | Atlanta Hawks          |
| Len Chappell   | F-C     | Stany Zjednoczone | Milwaukee Bucks        |
| Johnny Egan    | G       | Stany Zjednoczone | Los Angeles Lakers     |
| Bobby Lewis    | G       | Stany Zjednoczone | San Francisco Warriors |
| McCoy McLemore | C       | Stany Zjednoczone | Detroit Pistons        |
| Don Ohl        | G       | Stany Zjednoczone | Atlanta Hawks          |
| Walt Wesley    | C       | Stany Zjednoczone | Chicago Bulls          |
| Loy Peterson   | G       | Stany Zjednoczone | Chicago Bulls          |
| Luther Rackley | C       | Stany Zjednoczone | Cincinnati Royals      |
| Bobby Smith    | G       | Stany Zjednoczone | San Diego Rockets      |
| John Warren    | F- G    | Stany Zjednoczone | New York Knicks        |

## Portland Trail Blazers
| Zawodnik        | Pozycja | Narodowość        | Poprzednia drużyna     |
| --------------- | ------- | ----------------- | ---------------------- |
| Rick Adelman    | G       | Stany Zjednoczone | San Diego Rockets      |
| Jerry Chambers  | F-C     | Stany Zjednoczone | Phoenix Suns           |
| LeRoy Ellis     | G       | Stany Zjednoczone | Baltimore Bullets      |
| Fred Hetzel     | G       | Stany Zjednoczone | Philadelphia 76ers     |
| Joe Kennedy     | C       | Stany Zjednoczone | Seattle SuperSonics    |
| Ed Manning      | G       | Stany Zjednoczone | Chicago Bulls          |
| Stan McKenzie   | C       | Stany Zjednoczone | Phoenix Suns           |
| Dorrie Murray   | G       | Stany Zjednoczone | Seattle SuperSonics    |
| Pat Riley       | C       | Stany Zjednoczone | San Diego Rockets      |
| Dale Schlueter  | G       | Stany Zjednoczone | San Francisco Warriors |
| Larry Siegfried | F- G    | Stany Zjednoczone | Boston Celtics         |